# 오덴발트산맥

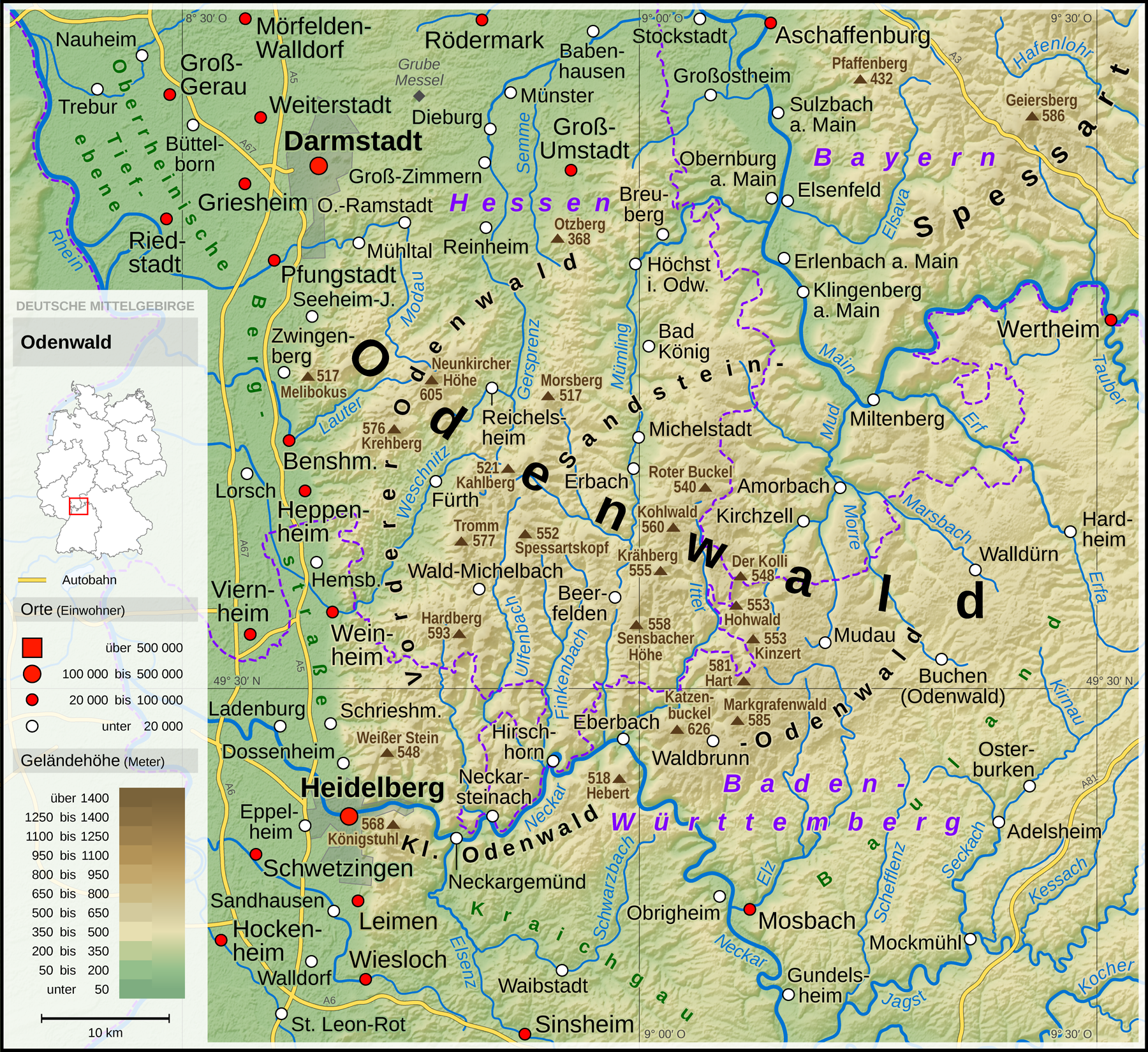
오덴발트산맥 지도

오덴발트산맥(독일어: Odenwald)은 독일의 헤센주, 바이에른주, 바덴뷔르템베르크주에 있는 산맥이다.
오텐발트산맥은 라인강 상류 평원과 서쪽으로는 베르크슈트라세와 헤시체 리에드(라인강 균열의 북동쪽 부분), 동쪽으로는 마인(Main)과 바울란트(주로 좋은 토양을 가진 숲이 없는 지역이다.) 사이에 위치하고 있다. 하나우셀리겐슈타트 분지(라인-메인 저지의 어퍼 라인 리프트 밸리의 하위 분지) - 북쪽으로는 라인-메인 저지대, 남쪽으로는 크라이히가우(Kraichgau). 네카르 계곡의 남쪽 부분은 때때로 클라이너 오덴발트("작은 오덴발트")라고 불린다. 오덴발트의 북쪽과 서쪽은 헤세 남부에 속하며 남쪽은 바덴으로 뻗어 있다. 북동쪽에는 작은 부분이 바이에른 주의 로어 프랑코니아에 있다.
오텐발트산맥은 중앙독일고지대의 다른 지역들과 함께 3억년전 석탄기에 유럽의 대부분을 관통했던 바리스카산맥에 속한다. 이 오로지론의 원인은 아프리카와 유럽의 전신 대륙의 충돌이었다. 트라이아스기에는 약 2억년전에 땅이 다시 가라앉아 1미터 두께의 붉은 사암층이 쌓일 수 있는 게르만 분지가 형성되었다. 이것들은 나중에 넓은 내륙 바다에서 온 머셀카크 층으로 덮여졌고 그 후 트라이아스기 후기의 퇴적물이 뒤따랐다. 이렇게 형성된 남독일의 쿠에스타 땅이다. 약 1억 8천만 년 전에 오덴발트산맥의 땅이 다시 융기되었을 때 부분적으로 100 m 이상의 퇴적층이 침식되어 암반까지 내려갔다. 아직도 오덴발트 서부에서 볼 수 있는 것처럼 말이다.
이곳의 암반은 편마암, 화강암, 섬록암, 프랑켄슈타인 플루톤의 반려암 등 다양한 암석으로 구성되어 있다. 동부 오덴발트에서는 퇴적물 혼합물이 붉은 사암만 남아있다. 바울란드 동쪽 멀리에는 아직도 머셸칼크 퇴적물이 트라이아스기 초기의 층 위에 놓여 있다. 게다가 하이델베르크 근처의 남쪽에는 트라이아스기 초기의 퇴적물 아래에 아직도 제크슈타인이 있다. 대략 5천만년에서 6천만년 전에 화산은 지질학적으로 큰 단층을 따라 형성되었다. 오덴발트에 있는 모두 멸종된 화산들인 오츠베르크, 다음베르크, 카젠버클이 아직도 이 시기에 목격되고 있다. 게다가 산성 암석을 가진 화산 활동은 도센하임 근처에 유문암의 유산을 남겼다. 거의 동시에 중앙유럽판이 갈라지기 시작하여 라인강 상류 평원이 발달했다. 라인강 상류 평원의 계곡이 매년 1밀리미터 아래로 가라앉고 있음에도 불구하고 오덴발트 강은 상대적으로 오늘날과 같은 높이로 융기되었다. 그 단층을 따라 게르스프렌츠와 웨슈니츠 강은 부분적으로 그들의 진로를 조각했다.
라인강 상류지역은 지중해에서 노르웨이에 이르는 균열지역의 일부이다. 오덴왈드의 바로 가장자리에 위치한 이곳은 깊이가 약 2500m이지만 강과 바다의 퇴적물에 의해 현재 높이까지 채워졌다. 약 2천만년 전까지 북해는 웨터로 대공황을 가로질러 라인 계곡으로 멀리 내륙에 도달했다.